# السبئيون

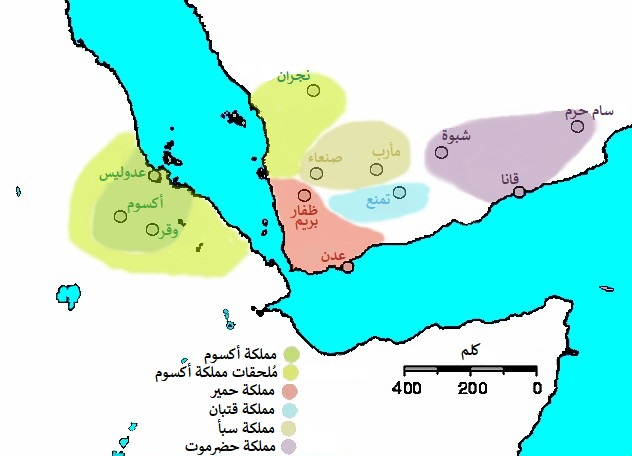
مملكة سبأ في القرن الثالث بعد الميلاد.

السبئيون (المسند: 𐩪𐩨𐩱) هم سلالة حاكمة، وسكان مملكة سبأ، في جنوب الجزيرة العربية. تحدثوا اللغة السبئية، إحدى اللغات السامية الجنوبية. أسسوا مملكة سبأ في اليمن، مع امتداد في الحبشة أو مايعرف اليوم بـ (إثيوبيا-جيبوتي-إريتريا-الصومال).. ويشير العلماء إلى وجود صلة بين السبئيين وأرض سبأ المذكورة في التوراة، على أنها «أقدم وأهم ممالك جنوب الجزيرة العربية»، ويستبعدون وجود أي صلة أو خلط بينهم وبين الصابئة.
ذُكر السبئيون عدة مرات في الكتاب المقدس العبري. وقد وصفهم القرآن بأنهم إما سبأ أو قَوْم تُبَّع. كما ذكروا في العقيدة البهائية يشار إليها عادة بالسبئيبن ويعتبرون على الأرجح المساهمين الأوائل في علم المنطق.

## نسبهم
على عدة أقوال:
- يعود نسب سبأ إلى العرب.[14]
- وقيل في الإنجيل أن سبأ هو أحد أبناء يقطان[15]، وربط بعض المؤرخون وعلماء النسب يقطان بقحطان (جد العرب العاربة)[16][17][18]
- وقيل يعود نسب سبأ إلى (سبأ) من نسل كوش بن حام.[19][20][21][22][23][24]

## اللغة

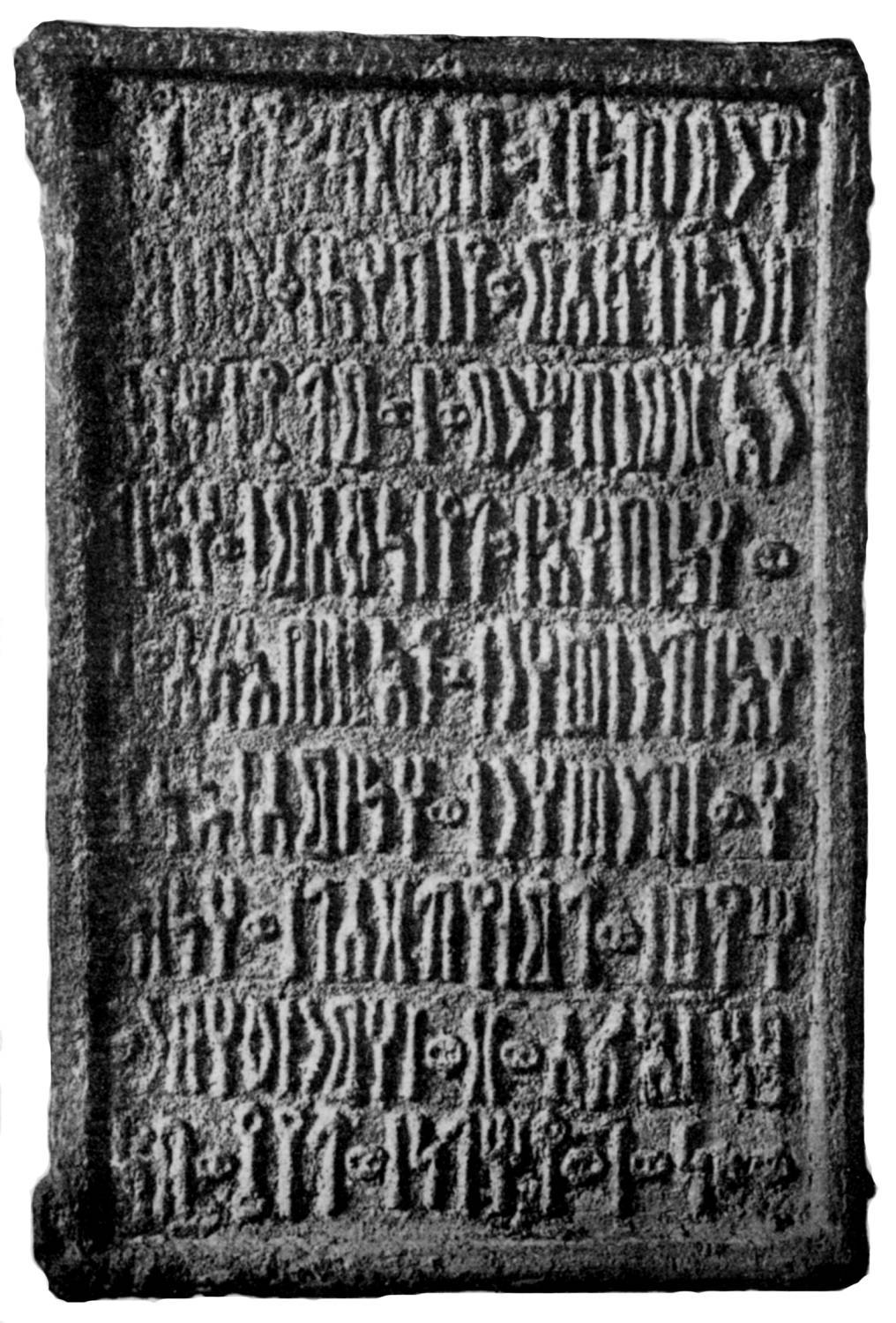
نقش يُظهر الممارسة الدينية أثناء الحج

يتحدث السبئييون اللغة السبئية أو ما يعرف بلغة حمير، وهي أحد أربعة لغات متقاربة جدا وتكاد تكون لهجات للغة واحدة تشكل ماعرف باللغة السامية الجنوبية القديمة، وهذه اللغة واللغات الفرعية لها لغة حية يتحدثها الملايين وهي اللغة الرسمية في بلدان القرن الأفريقي ولغة وطنية يتحدث بها البعض محليًا في جمهورية اليمن ولغة شبه وطنيه في سلطنة عمان ولغة أقليات في الحدود الجنوبية للسعودية، وهي لغة مستقلة تختلف عن اللغة العربية كليًا.

## التاريخ

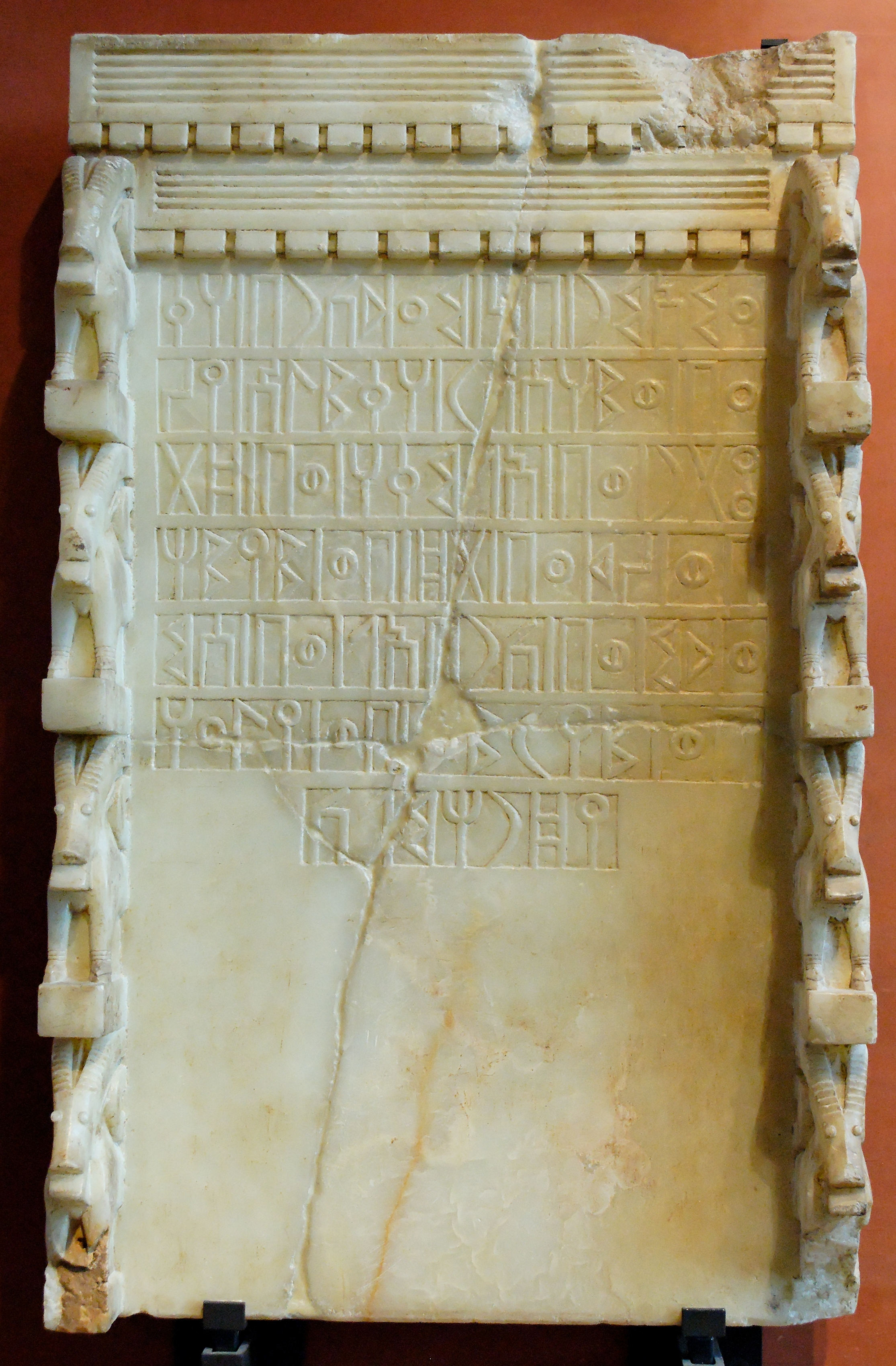
نقش سبئي موجه إلى إله الشمس المقة، ينص على آلهة العرب الجنوبيين الخمسة، حمل اثنان منهم لقب الملك، واثنان آخران كانا من الحكام، القرن السابع قبل الميلاد

تاريخ تأسيس سبأ نقطة خلاف بين العلماء. يُرجع كينيث كيتشن تاريخ المملكة إلى ما بين 1200 قبل الميلاد إلى 275 بعد الميلاد، وعاصمتها في مأرب، اليمن. مع ذلك تُظّهر بعض نقوش حضارة بلاد ما بين النهرين أنها بدأت منذ زمن قبل ذلك بكثير. فعلى سبيل المثال ذُكرت سبأ في نص سومري يعود إلى حوالي سنة 2500 ق.م، أي مُنذ مُنتصف الألفية الثالثة قبل الميلاد.

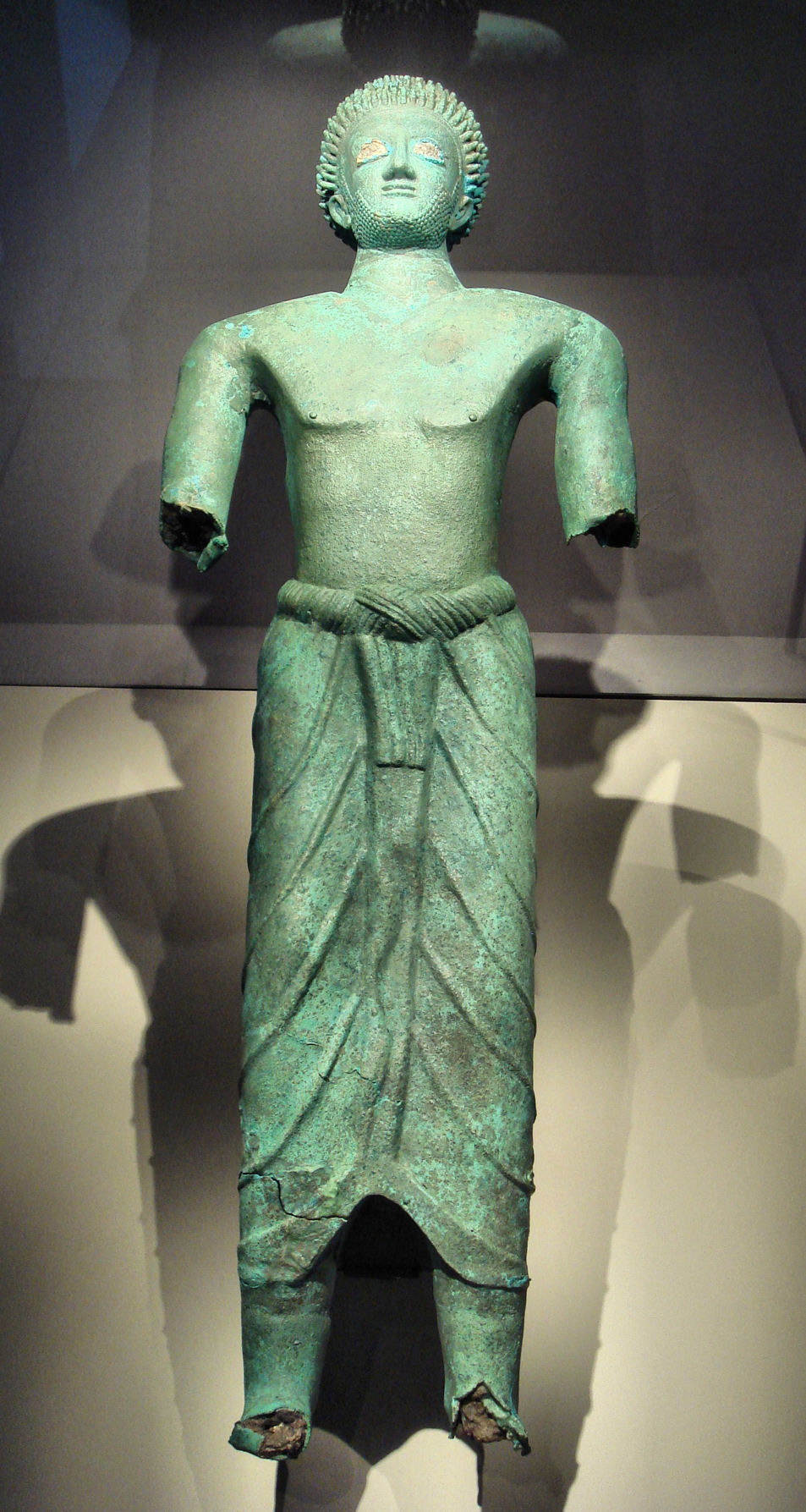
"الرجل البرونزي" الذي عاش في البيضاء (نشقم القديمة، مملكة سبأ). في الفترة من القرن الخامس إلى القرن السادس قبل الميلاد. متحف اللوفر.

وطدت مملكة سبأ القديمة دعائم الحكم في بداية القرن الثامن أو السابع قبل الميلاد. بدأ الضعف يدب أركان المملكة السبئية منذ القرن الأول قبل الميلاد، واستطاع السبئيين العودة إلى شكل من أشكال الإستقرار السياسي في أوائل القرن الثاني. وفي نهاية المطاف سقطت كليًا على يد الحميريين وأعوانهم في مطلع القرن الرابع بعد الميلاد.
وقعت المملكة على طول شريط الصحراء الذي أطلق عليه اسم صحراء صيهد عن طريق الجغرافيين العرب في القرون الوسطى ويعرف الآن باسم رملة السبعتين. كان السبئيون من شعوب جنوب الجزيرة. يجاورهم ممالك صغيرة إقليمية مثل مملكة معين الواقعة في شمال وادي الجوف، والسبئيون في الطرف الجنوبي الغربي، حيث تمتد من المرتفعات إلى البحر، والقتبانية في الناحية الشرقية منها وحضرموت في الناحية الشرقية منها. كان السبئيون، على غرار غيرهم من الممالك الجنوبية في هذه الفترة الزمنية، يشتغلون في تجارة التوابل، وبخاصة البخور وشجرة المر وغيرها من المنتجات، كون إحدى أهم الطرق التجارية في العالم قديمة تمر بجنوب الجزيرة مُخترقة الجزيرة إلى منطقة الهلال الخصيب ومصر.
وقد خلّفوا وراءهم العديد من النقوش الأثرية بخط المسند، وكذلك العديد من الوثائق المخطوطة (الزبور).
في مخطوطات أفعال أغسطس الإلهية، أورد أغسطس (63 ق.م- 14 م) ما نصه:
«بأمري ورعايتي، سار جيشان في الوقت ذاته إلى إثيوبيا و"العربية السعيدة"، وقُتل قوات كثيرة من الأعداء من الجانبين في المعركة، واحتُلت مدنًا عديدة في اثيوبيا، واستمر الجيش بالتقدم حتى وصل إلى مدينة ناباتا القريبة من ميروي، أما في أرض العرب فقد واصل الجيش التقدم حتى وصل إلى أراضي السبئيين ومدينة ماريبا.»
تمت الإشارة إلى السبئيين في سفر أيوب الأصحَاحُ الأَوَّلُ: 15؛ بأنهم يغيرون على ماشية أيوب.
 سقطت المملكة بعد حرب أهلية طويلة ولكن متقطعة بين عدة سلالات يمنية تدعي الملكية؛ من هذا نشأت مملكة حمير. وقبيل العصر الإسلامي وبعد سقوط معظم الممالك السامية الجنوبية انحصر تواجد السبئيون في بلاد اليمن وسواحل عمان، كان السبئيون في تلك المناطق يتحدثون اللغات السبئية (الحميرية)، بعد ظهور الإسلام وانتشاره تعربت ألسنتهم تدريجيًا حتى جاء القرن الثالث للهجرة ولا تزال تلك المناطق لم تستعرب كليًا يقول الهمداني المعروف بلسان اليمن:
« أهل الشحر والأسعاء ليسوا بفصحاء، مهرة غتم يشاكلون العجم حضر موت ليسوا بفصحاء، وربما كان فيهم الفصيح وافصحهم كندة وهمدان وبعض الصّدف سرو مذحج ومأرب وبيحان وحريب فصحاء ورديّ اللغة منهم قليل سرو حمير وجعدة ليسوا بفصحاء وفي كلامهم شيء من التحمير ويجرون في كلامهم ويحذفون فيقولون يا بن معم في يا بن العم وسمع في أسمع لحج وأبين ودثينة افصح والعامريّون من كندة والأوديون أفصحهم عدن لغتهم مولدة رديّة وفي بعضهم نوك وحماقة إلا من تأدب بنو مجيد وبنو واقد والأشعر لا بأس بلغتهم سافلة المعافر غتم وعاليتها أمثل والسكاسك وسط بلد الكرع نجدية مثيل مع عسرة من اللسان الحميري سراتهم فيهم تعقد سخلان وجيشان ووراخ وحضر والصّهيب وبدر قريب من لغة سرو حمير، ويحصب ورعين أفصح من جبلان، وجبلان في لغتهم تعقد حقل قتاب فإلى ذمار الحميرية القحة المتعقدة سراة مذحج مثل ردمان وقران ونجدها مثل رداع، وإسبيل وكومان والحدا وقائفة دقرار فصحاء، خولان العالية قريب من ذلك، سحمّر وقرد والحبلة وملح ولحج وحمض وعتمة ووتيح وسمح وأنس وألهان وسط وإلى اللكنة أقرب، حراز والخروج وشمّ وماظخ والأحبوب والحجادب وشرف أقيان والطرف وواضح والمعلل خليطي من متوسط بين الفصاحة واللكنة وبينها ما هو أدخل في الحميرية المتعقدة لا سيما الحضورية من هذه القبائل بلد الأشعر وبلد عك وحكم بن سعد من بطن تهامة وحوازها لا بأس بلغتهم إلا من سكن منهم القرى، همدان من كان في سراتها من حاشد خليطي من فصيح مثل عذر وهنوم وحجور وغتم مثل بعض قدم وبعض الجبر، نجدي بلد وكان قد سكن هذه المواضع ونجعها ورعاها وسافر فيها وكان بها خبيراً.»

## وصلات خارجية
- S. Arabian "Inscription of Abraha" in the Sabaean language, at Smithsonian/NMNH website